# 飯場

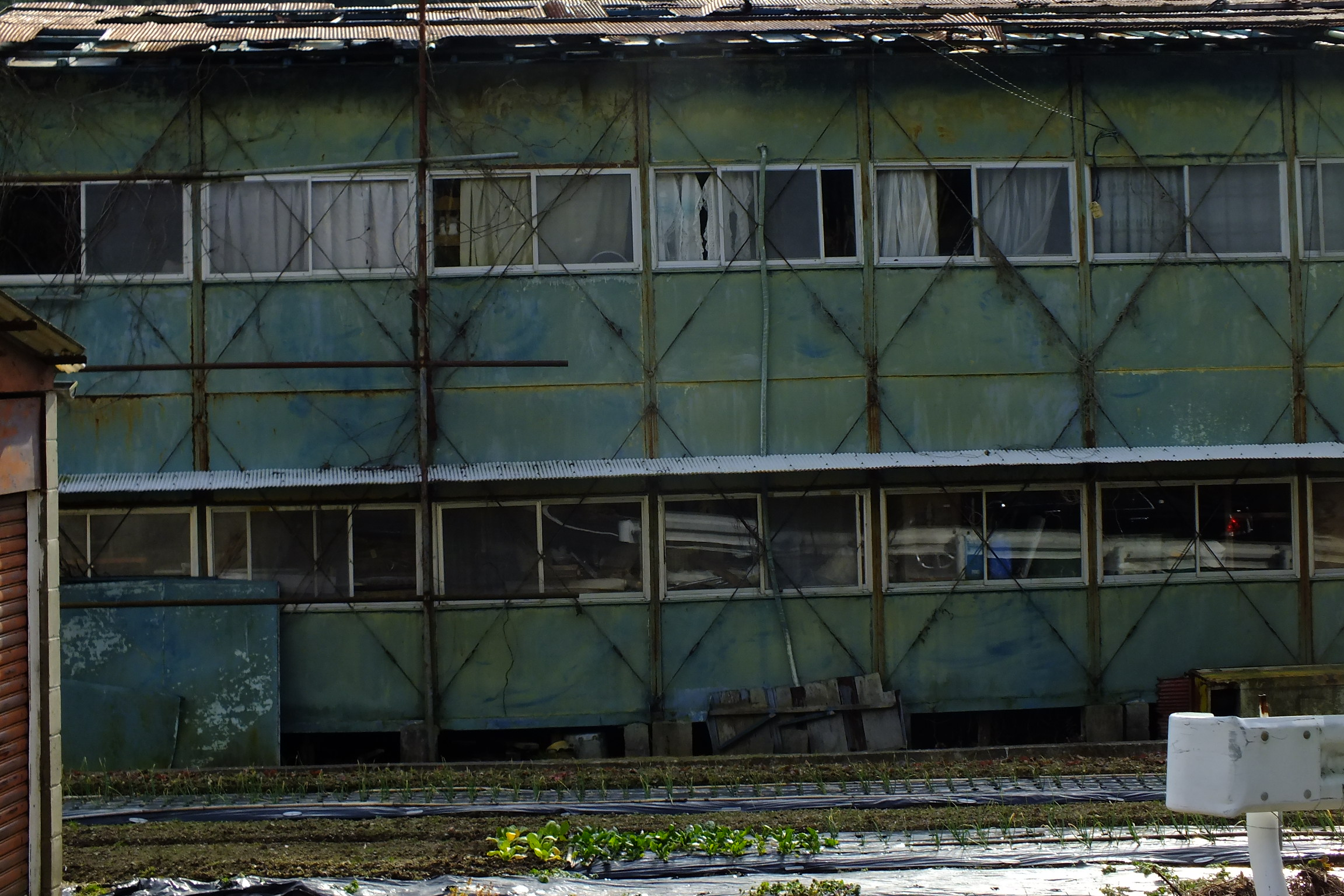
今なお残る昭和時代の飯場（神戸市西区）

飯場（はんば）とは、主に工事現場の作業員用の寄宿舎のこと。現在では寮や寄宿舎と呼称することが多い。

## 法令
日本の法令では寄宿舎といい、労働基準法第10章（第94条〜第96条の3）に寄宿舎に関する一般的規定がある。さらに、土木・建築工事の際の一時的な寄宿舎についての細則が建設業附属寄宿舎規程（昭和42年労働省令第27号）にあり、それ以外の寄宿舎についての細則が事業附属寄宿舎規程（昭和22年労働省令第7号）にある。

## 歴史
交通が不便な山間奥地の労働現場では、出稼ぎなどの労働者が泊まり込みで作業に従事することも珍しくなかった。このような工事現場では、労働者のための飯場や食堂、浴場などが現場近くに建設された。戦前の工事現場では納屋制度と同様に雇用主と労働者の間に飯場を経営する飯場頭がおき、飯場に労働者を住まわせて労働の監督を行っていた。これは飯場制度と呼ばれる。飯場制度でも納屋制度と同様にピンハネや金券での給与の支給などが行われるなど劣悪な労働環境であった歴史的経緯から次第に使用されなくなり、代わりに寮や寄宿舎といった呼び方が用いられるようになった。
都市内部の現場では借家を借り上げて用いていたが、戦後の住宅難によって借家が不足したため工事現場近くの空地を短期間借りて飯場を設け、工事が終わると取り壊すようになった。しかし、高度経済成長期頃にはその空地の確保も難しくなったことから交通の便の良いところに長期的に使用する飯場を設けてマイクロバスなどで工事現場まで移動させることが一般的になった。
短期間で取り壊すものであることから建物は粗末な木造のバラック建築であることが多かったが、山間部では火災があった際に住む場所がなくなってしまうため労働者が散逸してしまう問題があった。また、木造のバラック建築では労働者が得られにくくなったことから1962年～1963年頃よりプレハブ工法によるものが主流となっていった。
飯場の労働者は出稼ぎ労働者や若年の単身者が主であるためほとんどが大部屋であったが、次第に若年の独身者が世帯を持つようになったことで家族宿舎を設けるところもみられるようになった。また、単身者の部屋も次第に大部屋から2人個室のものなどに移り変わっていった。飯場の文字通り多くの飯場では飯場頭の妻などが労働者に食事を提供していた。また多くの飯場で浴場を設けていたが、都会の狭い敷地の飯場では浴場を設けず、銭湯を利用させていたところも存在する。